# Грос-Грёнау
Грос-Грёнау (нем. Groß Grönau) — община в Германии, в земле Шлезвиг-Гольштейн. 
Входит в состав района Герцогство Лауэнбург. Подчиняется управлению Лауэнбургише Зеен.  Население составляет 3535 человек (на 31 декабря 2010 года). Занимает площадь 4,9 км².

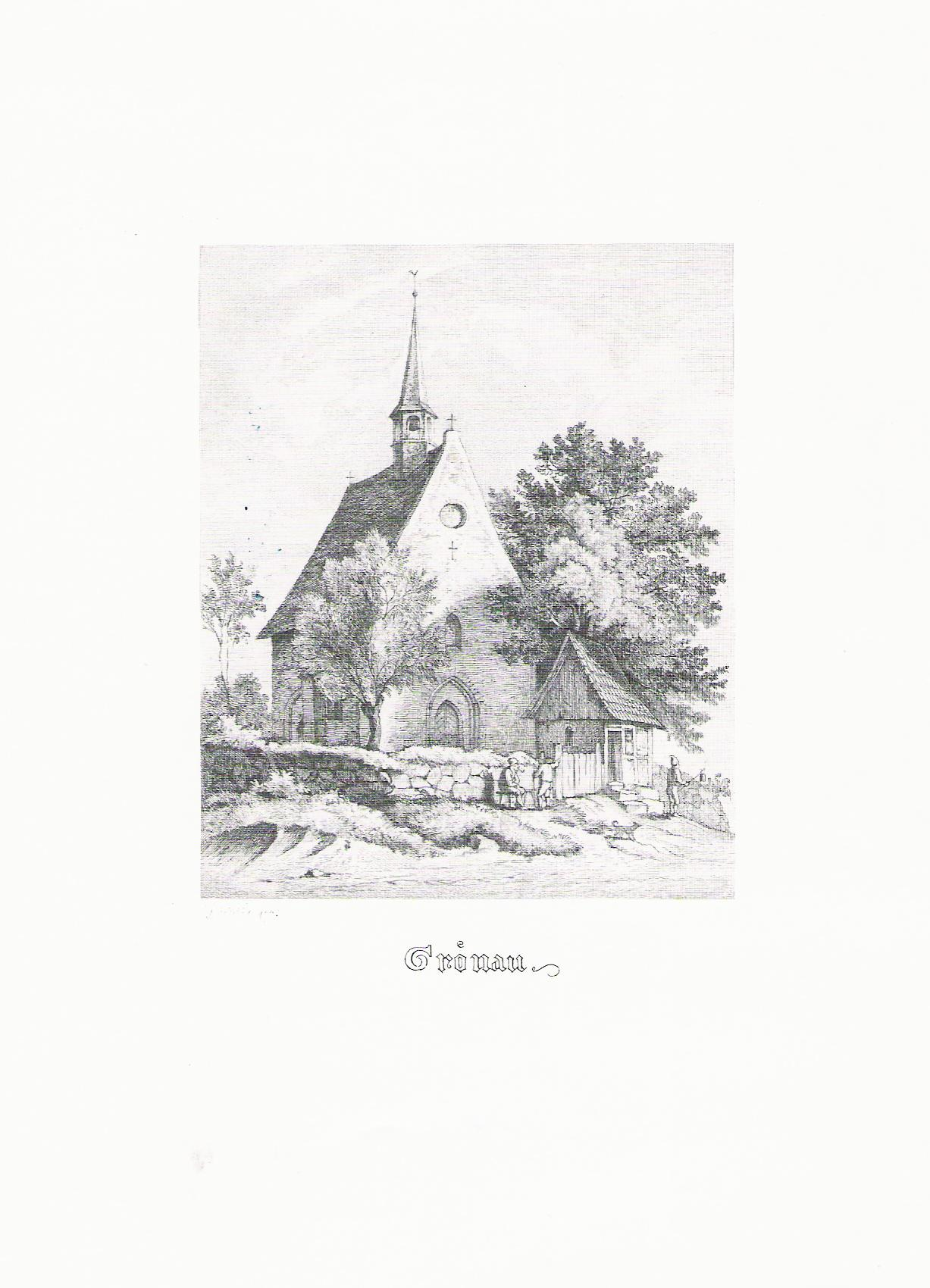
Грос-Грёнау